# Liste der Kulturdenkmale in Ranis
Die Liste der Kulturdenkmale in Ranis umfasst die als Einzeldenkmale, Bodendenkmale und Denkmalensembles erfassten Kulturdenkmale auf dem Gebiet der Stadt Ranis im thüringischen Saale-Orla-Kreis (Stand: August 2022). Die Angaben in der Liste ersetzen nicht die rechtsverbindliche Auskunft der zuständigen Denkmalschutzbehörde.

## Legende
- Bild: zeigt ein Bild des Kulturdenkmals und gegebenenfalls einen Link zu weiteren Fotos des Kulturdenkmals im Medienarchiv Wikimedia Commons
- Bezeichnung: Name, Bezeichnung oder die Art des Kulturdenkmals
- Lage: Wenn vorhanden Straßenname und Hausnummer des Kulturdenkmals; Grundsortierung der Liste erfolgt nach dieser Adresse. Der Link Karte führt zu verschiedenen Kartendarstellungen und nennt die Koordinaten des Kulturdenkmals.
 Kartenansicht, um Koordinaten zu setzen – in dieser Kartenansicht sind Kulturdenkmale ohne Koordinaten mit einem roten bzw. orangen Marker dargestellt und können in der Karte gesetzt werden. Kulturdenkmale ohne Bild sind mit einem blauen bzw. roten Marker gekennzeichnet, Kulturdenkmale mit Bild mit einem grünen bzw. orangen Marker.
- Datierung: gibt das Jahr der Fertigstellung beziehungsweise das Datum der Erstnennung oder den Zeitraum der Errichtung an
- Beschreibung: bauliche und geschichtliche Einzelheiten des Kulturdenkmals, vorzugsweise die Denkmaleigenschaften
- ID: Die ID identifiziert das Kulturdenkmal eindeutig. In Thüringen sind aktuell keine IDs veröffentlicht. In der ID-Spalte kann sich auch folgendes Icon  befinden, dies führt zu Angaben zu diesem Kulturdenkmal bei Wikidata.

## Kulturdenkmale nach Ortsteilen

### Brandenstein
| Bild                                    | Bezeichnung                                       | Lage                   | Datierung | Beschreibung | ID |
| --------------------------------------- | ------------------------------------------------- | ---------------------- | --------- | ------------ | -- |
| weitere Bilder Fotos hochladen          | Schloss Brandenstein                              | Brandenstein 1 (Karte) | 1289      |              |    |
| weitere Bilder Fotos hochladen          | Wall- und Wehranlage des Brandensteiner Schlosses | (Karte)                |           | Bodendenkmal |    |
| Direkt Bild zu diesem Denkmal hochladen | 4 Grabhügel                                       | auf dem „Breiten Berg“ |           | Bodendenkmal |    |

### Heroldshof
Keine denkmalgeschützten Objekte.

### Ludwigshof
| Bild                                    | Bezeichnung | Lage                          | Datierung | Beschreibung | ID |
| --------------------------------------- | ----------- | ----------------------------- | --------- | ------------ | -- |
| Direkt Bild zu diesem Denkmal hochladen | 4 Grabhügel | Koordinaten fehlen! Hilf mit. |           | Bodendenkmal |    |

### Ranis
| Bild                                    | Bezeichnung                                                           | Lage                                        | Datierung | Beschreibung                                            | ID |
| --------------------------------------- | --------------------------------------------------------------------- | ------------------------------------------- | --------- | ------------------------------------------------------- | -- |
| Fotos hochladen                         | Denkmalensemble „Kernstadt Ranis“                                     | Kernstadt (Karte)                           |           | historischer Stadtkern                                  |    |
| BW                                      | Wohn- und Geschäftshaus, Nebengebäude, Hof- und Gartengrundstück      | August-Bebel-Straße 24 (Karte)              |           | auch Bestandteil des Denkmalensembles „Kernstadt Ranis“ |    |
| BW                                      | Eckgebäude Wohn- und Geschäftshaus (Schmiede)                         | August-Bebel-Straße 26 (Karte)              |           | auch Bestandteil des Denkmalensembles „Kernstadt Ranis“ |    |
| BW                                      | Scheune                                                               | August-Bebel-Straße/Im Winkel 29 (Karte)    |           | auch Bestandteil des Denkmalensembles „Kernstadt Ranis“ |    |
| BW                                      | Wohnhaus                                                              | August-Bebel-Straße 44 (Karte)              |           | auch Bestandteil des Denkmalensembles „Kernstadt Ranis“ |    |
| weitere Bilder Fotos hochladen          | Burg Ranis                                                            | Burg Ranis 1, 2 (Karte)                     | 1000      | auch Bestandteil des Denkmalensembles „Kernstadt Ranis“ |    |
| BW                                      | geschlossene Hofanlage                                                | Kirchgasse 3 (Karte)                        |           | auch Bestandteil des Denkmalensembles „Kernstadt Ranis“ |    |
| weitere Bilder Fotos hochladen          | Stadtkirche                                                           | Kirchgasse 15 (Karte)                       |           | auch Bestandteil des Denkmalensembles „Kernstadt Ranis“ |    |
| BW                                      | Wohnhaus mit Blockstube                                               | Kirchgasse 20 (Karte)                       |           | auch Bestandteil des Denkmalensembles „Kernstadt Ranis“ |    |
| weitere Bilder Fotos hochladen          | Katholische Kirche                                                    | Lindenstraße 27b (Karte)                    | 1867      |                                                         |    |
| BW                                      | ehemaliges Schützenhaus mit Nebengebäuden, Grundstück und Einfriedung | Pößnecker Straße 49 (Karte)                 |           |                                                         |    |
| Fotos hochladen                         | Wohnhaus, „Altes Rathaus“                                             | Rathausstraße 6 (Karte)                     |           | auch Bestandteil des Denkmalensembles „Kernstadt Ranis“ |    |
| BW                                      | Wohnhaus                                                              | Rathausstraße 27 (Karte)                    |           | auch Bestandteil des Denkmalensembles „Kernstadt Ranis“ |    |
| BW                                      | ehemalige Farbdruckerei mit Nebengebäude                              | Wöhlsdorfer Straße 45 (Karte)               |           |                                                         |    |
| BW                                      | Ilsenhöhle                                                            | unterhalb der Burg Ranis (Karte)            |           | Bodendenkmal                                            |    |
| weitere Bilder Fotos hochladen          | Burg Ranis mit Wallanlage                                             | (Karte)                                     |           | Bodendenkmal                                            |    |
| weitere Bilder Fotos hochladen          | Burg Stein                                                            | (Karte)                                     |           | Bodendenkmal                                            |    |
| Direkt Bild zu diesem Denkmal hochladen | Herdlochhöhle                                                         | Koordinaten fehlen! Hilf mit.               |           | Bodendenkmal                                            |    |
| weitere Bilder Fotos hochladen          | Herthahöhle                                                           | (Karte)                                     |           | Bodendenkmal                                            |    |
| Fotos hochladen                         | Steinsäule                                                            | südöstlich unterhalb der Burg Ranis (Karte) |           | Bodendenkmal                                            |    |